# Tomasz Grycko
Tomasz Grycko (ur. 16 września 1992)  – polski lekkoatleta specjalizujący się w biegach długich.
W 2010 i 2011 bez sukcesów startował w mistrzostwach Europy w biegach górskich. W 2011 wraz z kolegami z reprezentacji sięgnął po srebrny medal mistrzostw świata w biegach górskich (indywidualnie zajął siódmą lokatę). Wicemistrz Polski w biegu na 10 km (2016).  
Jest żołnierzem Wojska Polskiego.

## Osiągnięcia
| Rok  | Impreza                                   | Miejsce       | Konkurencja        | Pozycja     | Wynik |
| ---- | ----------------------------------------- | ------------- | ------------------ | ----------- | ----- |
| 2010 | Mistrzostwa Europy w biegach górskich     | Saprawa Bania | bieg juniorów      | 32. miejsce | 37:39 |
| 2011 | Mistrzostwa Europy w biegach górskich     | Bursa         | bieg juniorów      | 31. miejsce | 51:04 |
| 2011 | Mistrzostwa świata w biegach górskich     | Tirana        | bieg juniorów      | 7. miejsce  | 38:43 |
| 2011 | Mistrzostwa świata w biegach górskich     | Tirana        | juniorzy drużynowo | 2. miejsce  |       |
| 2014 | Mistrzostwa Europy w biegach przełajowych | Samokow       | bieg młodzieżowców | 25. miejsce | 26:27 |
| 2015 | Mistrzostwa Europy w biegach przełajowych | Hyères        | bieg seniorów      | 51. miejsce | 31:40 |